# Бобота (комуна)
Бобота (рум. Bobota) — комуна у повіті Селаж в Румунії. До складу комуни входять такі села (дані про населення за 2002 рік):
- Бобота (1483 особи) — адміністративний центр комуни
- Дершида (1918 осіб)
- Залнок (630 осіб)

Комуна розташована на відстані 416 км на північний захід від Бухареста, 30 км на північний захід від Залеу, 92 км на північний захід від Клуж-Напоки.

## Населення
За даними перепису населення 2002 року у комуні проживала 4031 особа.
Національний склад населення комуни:
| Національність | Кількість осіб | Відсоток |
| -------------- | -------------- | -------- |
| румуни         | 3451           | 85,6%    |
| цигани         | 537            | 13,3%    |
| угорці         | 37             | 0,9%     |
| словаки        | 4              | 0,1%     |
| італійці       | 2              | < 0,1%   |

Рідною мовою назвали:
| Мова       | Кількість осіб | Відсоток |
| ---------- | -------------- | -------- |
| румунська  | 3480           | 86,3%    |
| циганська  | 516            | 12,8%    |
| угорська   | 29             | 0,7%     |
| словацька  | 4              | 0,1%     |
| італійська | 2              | < 0,1%   |

Склад населення комуни за віросповіданням:
| Релігія                                       | Кількість осіб | Відсоток |
| --------------------------------------------- | -------------- | -------- |
| православні                                   | 3780           | 93,8%    |
| п'ятдесятники                                 | 83             | 2,1%     |
| греко-католики                                | 69             | 1,7%     |
| баптисти                                      | 40             | 1,0%     |
| римо-католики                                 | 24             | 0,6%     |
| реформати                                     | 20             | 0,5%     |
| адвентисти                                    | 3              | 0,1%     |
| лютерани (Синодально-пресвітеріанська церква) | 1              | < 0,1%   |